# Sanda Oumarou
Sanda Oumarou (Ngaoundéré, Camerún, 6 de noviembre de 1982 - 8 de mayo de 2021) fue un futbolista camerunés que se desempeñó como mediocampista.

## Trayectoria
Su debut fue en el 2003 en el equipo camerunés Cotonsport Garoua allí estuvo hasta el 2005 y fue transferido al El-Masry de Egipto donde jugó hasta el 2007 y fue nuevamente fichado por el Cotonsport Garoua. Se retiró en el 2012 y fungió como entrenador del Université FC de la segunda división de Camerún.

## Clubes
| Club              | País    | Año         |
| ----------------- | ------- | ----------- |
| Cotonsport Garoua | Camerún | 2003 - 2005 |
| El-Masry          | Egipto  | 2005- 2007  |
| Cotonsport Garoua | Camerún | 2007 - 2010 |